# Movimiento Brasil Libre
Movimiento Brasil Libre (MBL) es un movimiento liberal fundado en 2014. Tiene como líder al activista Kim Kataguiri.
Según el periódico Folha de S. Paulo, el Movimiento Brasil Libre (MBL) fue el principal responsable por la convocatoria de las manifestaciones de los días 15 de marzo y 12 de abril. El grupo tiene su sede en São Paulo y, según el The Economist, fue "fundado el último año para promover las respuestas del libre mercado para los problemas del país". En manifiesto publicado en internet, el MBL cita sus cinco objetivos:  libertad económica, separación de poderes, elecciones libres e idóneas y fin de subsidios directos e indirectos a dictaduras".

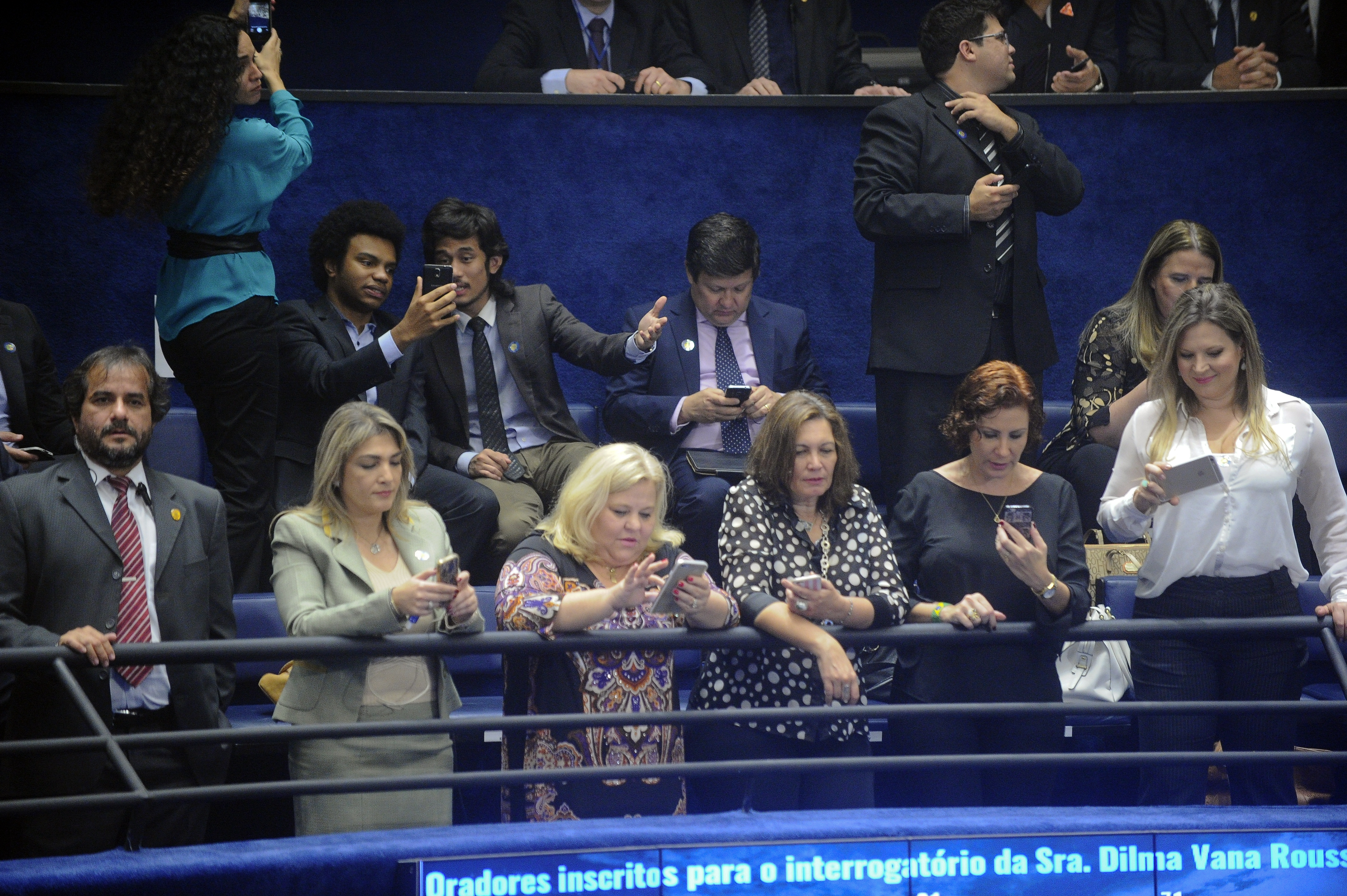
Holiday, Kataguiri, Bia Kicis, Carla Zambelli y Joice Hasselmann.